# Lukalaba
Lukalaba est une commune rurale du territoire de Tshilenge de la province du Kasaï oriental en République démocratique du Congo.

## Géographie
Elle est située sur la route nationale RN 1 à 52 km au sud du chef-lieu territorial Tshilenge.

## Histoire
En juin 2013, la localité se voit conférer le statut de ville ou cité, constituée de trois communes : Monza, Nsangu et Katoto. Ce statut ne sera pas maintenu lors de la réforme administrative mise en place en 2015.

## Administration
Localité de 21 251 électeurs recensés en 2018, elle a le statut de commune rurale de moins de 80 000 électeurs, elle compte 7 conseillers municipaux en 2019.